# Troglohyphantes sbordonii
Troglohyphantes sbordonii is een spinnensoort in de taxonomische indeling van de hangmatspinnen (Linyphiidae).
Het dier behoort tot het geslacht Troglohyphantes. De wetenschappelijke naam van de soort werd voor het eerst geldig gepubliceerd in 1975 door Paolo Marcello Brignoli.